# London, Arkansas
London là một thành phố thuộc quận Pope, tiểu bang Arkansas, Hoa Kỳ. Năm 2010, dân số của thành phố này là 1039 người.

## Dân số
- Dân số năm 2000: 925 người.
- Dân số năm 2010: 1039 người.